# Dana (voornaam)
Dana is een voornaam voor zowel meisjes als jongens van Hebreeuwse oorsprong. Het betekent: "God heeft geoordeeld". Het is een vrouwelijke variant op de naam Daniël, een profeet uit de Tanach. Als Engelse naam betekent het "uit Denemarken".